# Janet Montgomery

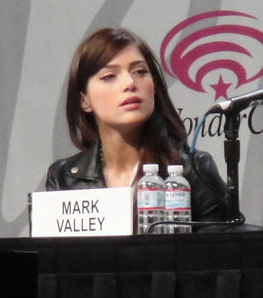
Janet Montgomery WonderCon 2011

Janet Ruth Montgomery (ur. 29 października 1985 w Bournemouth) – brytyjska aktorka filmowa i telewizyjna.

## Życiorys
Przeniosła się z Londynu do Los Angeles, by rozpocząć karierę w branży filmowej. Początkowo grała m.in. w slasherach Droga bez powrotu 3: Zostawieni na śmierć i Krwawe wzgórza.

## Filmografia
| Rok  | Tytuł                                     | Rola          | Uwagi            |
| ---- | ----------------------------------------- | ------------- | ---------------- |
| 2008 | Flushed                                   | Queen Bitch   | krótkometrażówka |
| 2009 | Krwawe wzgórza                            | Serina        |                  |
| 2009 | Droga bez powrotu 3: Zostawieni na śmierć | Alex          |                  |
| 2010 | Dead Cert                                 | Giselle       |                  |
| 2010 | The Rapture                               | Ruth          |                  |
| 2010 | Czarny łabędź                             | Madeline      |                  |
| 2011 | Nasz brat idiota                          | Lady Arabella |                  |
| 2013 | The Republic of Two                       | Caroline      |                  |
| 2016 | Happily Ever After                        | Heather       |                  |
| 2016 | The Rapture                               | Ruth          |                  |
| 2016 | Szofer do uslug                           | Nikki         |                  |
| 2017 | Między nami kosmos                        | Sarah Elliot  |                  |
| 2017 | Gniew                                     | Emma          |                  |
| 2018 | In A Relationship                         | Lindsay       |                  |
| 2019 | Nighthawks                                | Marguerite    |                  |
| 2020 | Jak rozmawiać z psem                      | Bridget       |                  |

### Telewizja
| Rok     | Tytuł                | Rola                | Uwagi                |
| ------- | -------------------- | ------------------- | -------------------- |
| 2008    | Dis/Connected        | Lucy                | film TV              |
| 2008    | Kumple               | Beth                | 1 odc.               |
| 2010    | Accused at 17        | Fallyn Werner       | film TV              |
| 2010–11 | Ekipa                | Jennie              | 10 odc.              |
| 2010    | Wirtualna liga       | Ambrosia            | 1 odc.               |
| 2010–11 | Człowiek-cel         | Ames                | 11 odc.              |
| 2011–12 | Przygody Merlina     | Mithian             | 2 odc.               |
| 2012    | Made in Jersey       | Martina Garretti    | 8 odc.               |
| 2013    | Dancing on the Edge  | Sarah               | 5 odc.               |
| 2013    | Szpiedzy w Warszawie | Anna                | 2 odc.               |
| 2013    | Downton Abbey        | Freda Dudley Ward   | 1 odc.               |
| 2014–17 | Salem                | Mary Sibley         | gł. rola, 36 odc.    |
| 2014    | Czarne lustro        | Bethany             | odc. White Christmas |
| 2016–17 | Tacy jesteśmy        | Olivia Maine        | 5 odc.               |
| 2018    | The Romanoffs        | Michelle Westbrooke | 1 odc.               |
| 2018–23 | New Amsterdam        | dr Lauren Bloom     | gł. rola             |
| 2022    | The Ex-Wife          | Jen                 | 4 odc.               |
| 2023    | Quantum Leap         | Rebecca Egan        | 1 odc.               |